# Doilene carmela
Doilene carmela är en mångfotingart som beskrevs av Chamberlin 1941. Doilene carmela ingår i släktet Doilene och familjen Cambalidae. Inga underarter finns listade i Catalogue of Life.